# Monor (Rumunia)
Monor – wieś w Rumunii, w okręgu Bistrița-Năsăud, w gminie Monor. W 2011 roku liczyła 842 mieszkańców.